# Pallone autoespandibile

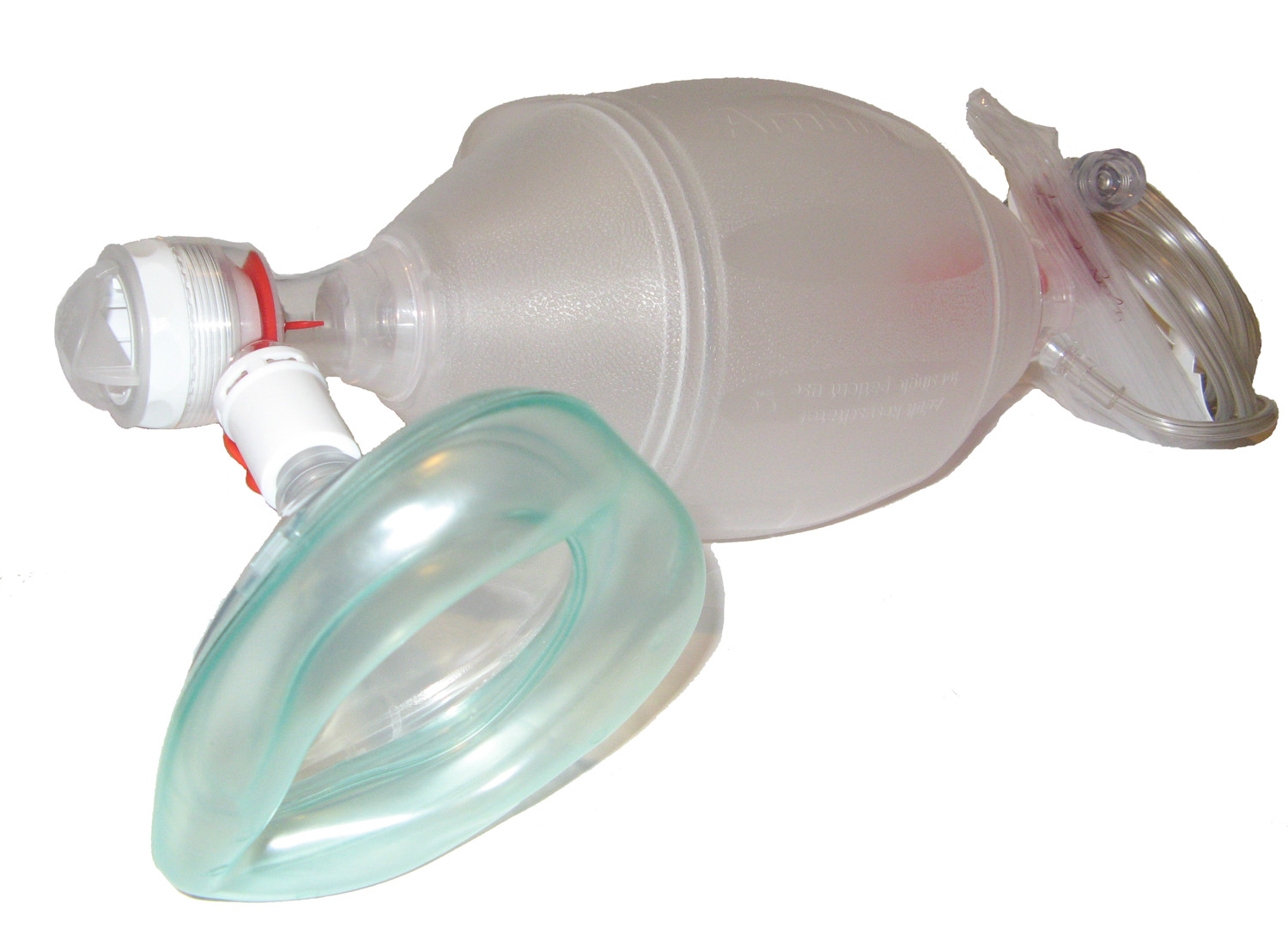
Pallone autoespandibile

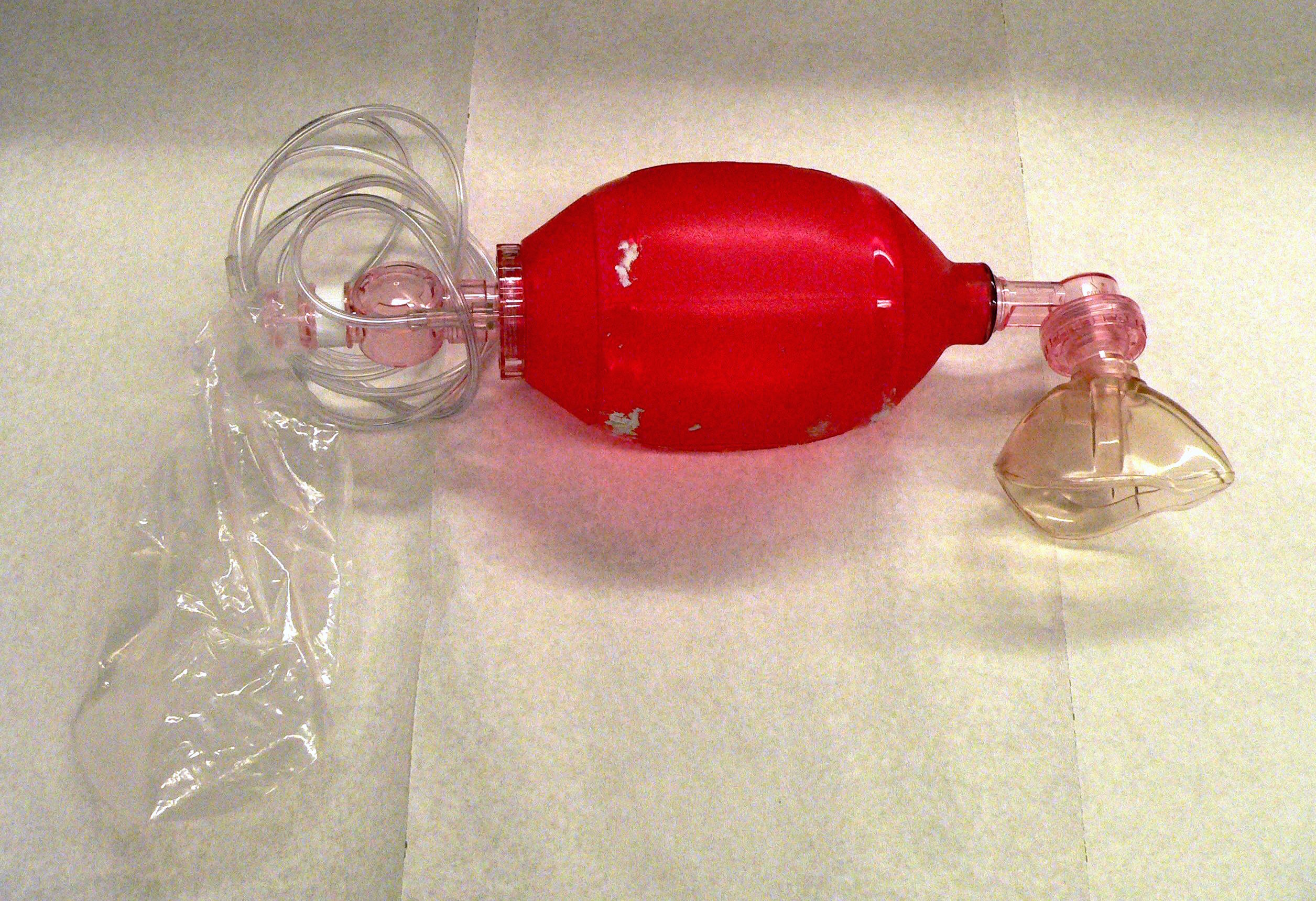
Pallone AMBU con reservoir

Il pallone auto-espandibile, comunemente conosciuto come pallone di AMBU (Auxiliary Manual Breathing Unit) o solamente AMBU, è lo strumento utilizzato dai soccorritori per il supporto dell'attività respiratoria e come manovra nella rianimazione.
Creato e commercializzato fin dal 1956 dell'azienda danese Testa Laboratory, che nel 1986 cambia nome in Ambu International.
È composto da un pallone di materiale plastico auto-espandibile che è collegato a una valvola unidirezionale. Questa a sua volta alimenta una mascherina che deve essere appoggiata alla bocca della persona. Premendo sul pallone, l'aria al suo interno viene spinta attraverso la valvola e quindi nei polmoni. Durante l'espirazione invece, la valvola blocca il ritorno dell'aria ricca di anidride carbonica.
Le mascherine sono generalmente separabili dal pallone e ne esistono di varie misure, in modo da adattarsi meglio ai vari pazienti. La maschera deve essere applicata al viso attraverso una manovra a "CE", ossia tre dita sotto il mento per mantenere iper-esteso il capo, e due dita sopra la maschera per mantenerla applicata ed evitare perdite di aria durante l'insufflazione.
L'AMBU è munito di innesti per collegarlo con una bombola d'ossigeno e con un reservoir, ossia un palloncino dove l'ossigeno si accumula senza sprechi in attesa di entrare nel pallone auto-espandibile per la successiva insufflazione. Ha inoltre la possibilità, attraverso l'attacco delle maschere, di essere applicato direttamente al connettore di una cannula per intubazioni, o a quello di una tracheotomia.